# 斯塔福德郡聯賽
斯塔福德郡聯賽（Staffordshire County League）是英格蘭斯塔福德的郡聯賽，於1957年後成立，2005年解散，和密得蘭聯賽合併為斯塔福德郡大聯賽，組成甲組和乙組，是英格蘭的12和13級聯賽。

## 冠軍隊
下表列出1989年後的聯賽冠軍球隊
- 1989-90 - 史托寧頓
- 1990-91 - 史托寧頓
- 1991-92 - 科尼
- 1992-93 - 切度流浪
- 1993-94 - 科羅倫斯
- 1994-95 - 禾史丹頓
- 1995-96 - 科尼
- 1996-97 - 艾沙加書院
- 1997-98 - 艾比侯爾頓
- 1998-99 - 小維爾
- 1999-00 - 艾卡西爾
- 2000-01 - 車士打頓
- 2001-02 - 史托寧頓
- 2002-03 - 艾卡西爾
- 2003-04 - 豪迪治礦工
- 2004-05 - 費格希恩斯